# Xenopus vestitus
Xenopus vestitus är en groddjursart som beskrevs av Laurent 1972. Xenopus vestitus ingår i släktet Xenopus och familjen pipagrodor. IUCN kategoriserar arten globalt som livskraftig. Inga underarter finns listade i Catalogue of Life.